# Ancienne centrale de Saint-Narcisse
L'Ancienne centrale de Saint-Narcisse est une ancienne centrale hydroélectrique qui a été en opération de 1897 à 1928 située sur la rivière Batiscan à Saint-Narcisse. Elle a été construite par la compagnie North Shore Power dans le but d'éclairer les rues de Trois-Rivières. Sa construction a aussi nécessité la construction de la première ligne à haute tension au Canada. Elle a été remplacée en 1928 par la centrale de Saint-Narcisse et il ne subsiste aujourd'hui que le barrage, l'annexe de la centrale construite en 1904, et les conduites d'eau. Elle a été classée immeuble patrimonial en 1963. L'annexe a aussi été classée la même année.

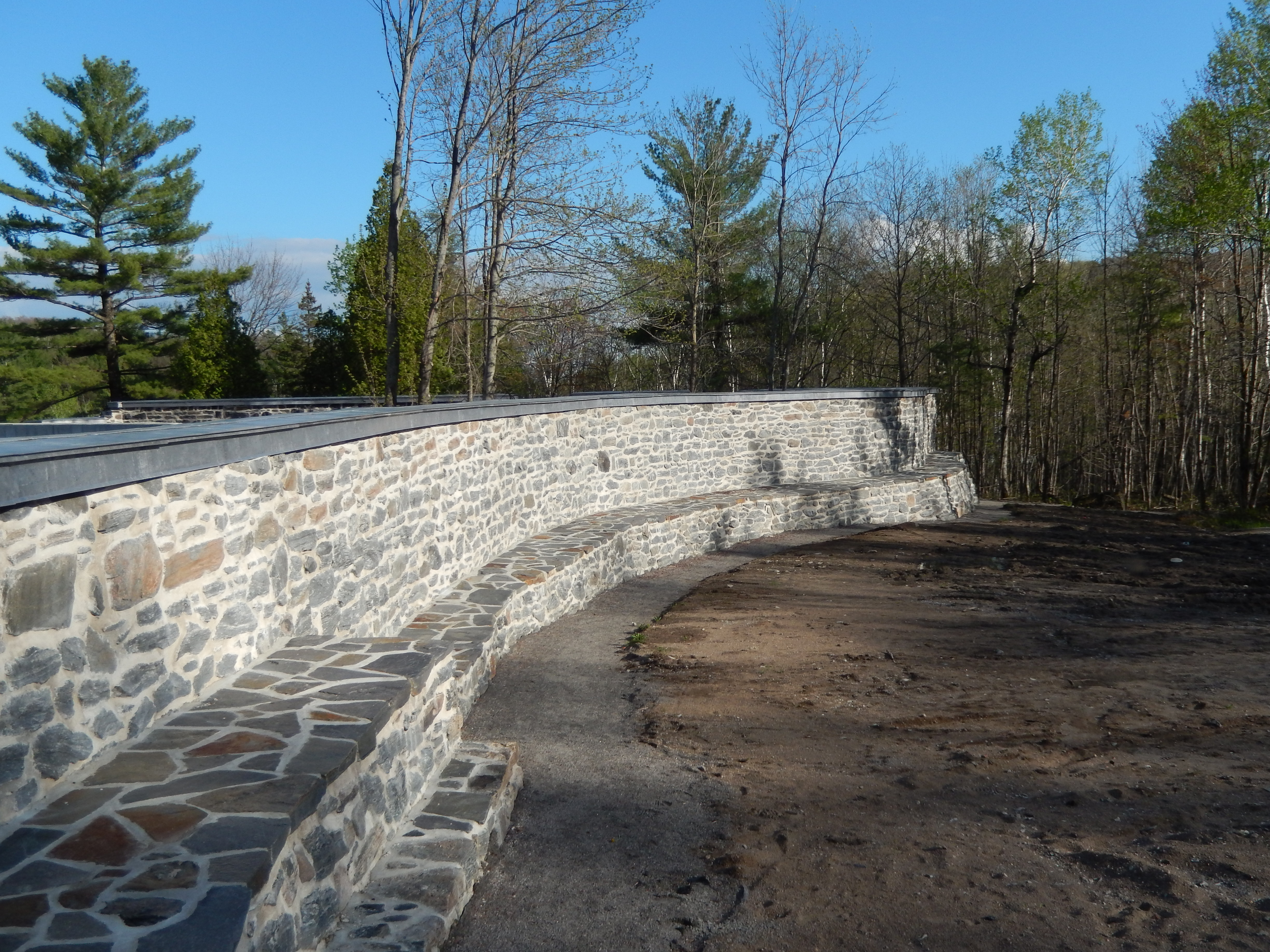
Barrage